# Сборная Королевства обеих Сицилий по футболу
Сборная Королевства обеих Сицилий по футболу — неофициальная футбольная сборная, представляющая на международных соревнованиях Королевство обеих Сицилий — историческое государство, существовавшее в 1815—1861 годах в Южной Италии.
Главным тренером сборной на данный момент является Микеле Ривелло.
Входит в организацию ConIFA, объединяющую национальные команды непризнанных государств и зависимых территорий.
Контролируется Федерацией футбола Королевства обеих Сицилий.

## История
Национальная сборная Королевства обеих Сицилий впервые в истории была созвана в декабре 2008 года по инициативе местных меценатов и активистов Гильермо Ди Грециа и Антонио Пагано для развития сицилийского футбола и поднятия национального самосознания среди жителей острова.

## Международный дебют
Свой первый матч сборная Королевства обеих Сицилий провела 30 апреля 2009 года против соперников из Падании в рамках турнира 1° Trofeo SMArathon. Основное время матча завершилось со счетом 0:0, а в серии пенальти сильнее оказались более опытные игроки из Падании.
Крупнейшая победа в истории сборной королевства была одержана над командой Сардинии. 23 сентября 2009 года она была разгромлена со счетом 3:0.
Крупнейшее поражение сицилийцы потерпели 31 мая 2010 года в первый день проведения VIVA World Cup 2010, уступив со счетом 4:1 национальной команде Иракского Курдистана.
В итоге на своем первом чемпионате мира среди непризнанных команд Королевство Обеих Сицилий заняло четвёртое место, опередив такие опытные команды как Гозо и Прованс.